# アブハジア共和国軍
アブハジア共和国軍（アブハジアきょうわこくぐん、アブハズ語: Абџьарирқәу Амҷқәа Аԥсны、ロシア語: Вооружённые силы Республики Абхазия）は、アブハジア共和国の国軍。

## 歴史
1991年末、アブハジアに駐屯していたロシア国内軍大隊が解散された。当時、アブハジア指導部は、この大隊に基づき、国内軍独立連隊を編成することを決定した。連隊は、部隊活動調整臨時会議直属とされ、最高会議議長ウラジスラフ・アルジンバがその議長となった。
1992年2月27日、アブハジアの軍事委員部は、軍事動員局に再編された。同年8月14日、アブハジア紛争が勃発し、8月18日、国家防衛委員会の設置が決定された。10月11日、国防省と参謀本部が設置され、この日はアブハジア共和国軍の創設日とされている。

## 組織
統制機関として、国防省と参謀本部が設置されており、陸軍と空軍及び防空軍の二軍種から成る。2007年5月10日より、「アブハジア英雄」のメラブ・キシマリヤ大将が国防大臣を務めている。2015年5月18日より、アナトリー・フルリョフ中将（ru:Хрулёв, Анатолий Николаевич）が参謀総長を務めている。

### 陸軍
アブハジア陸軍は、中央、東部、西部の3軍管区から成り、総員5千人。
- 3個自動車化狙撃旅団：平時の充足率は40～50％
- 砲兵連隊
- 教育諸兵科連合連隊
- 独立海軍歩兵大隊
- 工兵大隊
- 山岳狙撃大隊
- 偵察大隊
- 独立特殊任務群

## 装備

### 車輛
- T-55 - 20輛
- T-72 - 40輛
- BMP-1 - 55輛
- BMP-2 - 86輛
- BTR-60
- BTR-70

### 火器・手榴弾
- D-30 122mm榴弾砲
- 85mm砲D-44
- 120mm迫撃砲2B11
- 82mm迫撃砲
- 9K37
- ZSU-23-4 - 6門
- RPG-18
- RPG-7
- マカロフ PM
- AK-47
- AK-74
- AS Val
- ドラグノフ狙撃銃
- PK (機関銃)
- RPK軽機関銃
- F1手榴弾
- RGD-5

### 空軍及び防空軍
アブハジア空軍の主要基地は、バブシェル空港である。総員400人以下。

#### 装備
- Su-27 - 不明
- Su-25 - 1もしくは2機
- Mig-21 - 1機
- L-39 - 4機
- An-2 - 2機
- Yak-52 - 不明
- Mi-24 - 2機
- Mi-8 - 4機
- S-300

## 教育制度
将校の教育は、ロシア連邦の軍事教育施設とスフミ高等諸兵科共通指揮学校で行われる。